# Prinsessan Muneko
Prinsessan Muneko, född 1126, död 1189, var en japansk prinsessa, kejsarinna 1158-59. Hon fungerade ceremoniellt som sin brorson kejsar Nijōs kejsarinna fram till att han gifte sig med sin faster, hennes halvsyster Yoshiko av Japan.